# Keita Makiuchi
Keita Makiuchi (牧内 慶太 Makiuchi Keita?), född 24 juli 1990 i Kagoshima prefektur, är en japansk fotbollsspelare.
Makiuchi började sin karriär 2013 i Blaublitz Akita. Han spelade 70 ligamatcher för klubben. 2016 flyttade han till SC Sagamihara. Han avslutade karriären 2016.